# River Forest (Indiana)
River Forest es un pueblo ubicado en el condado de Madison en el estado estadounidense de Indiana. En el Censo de 2010 tenía una población de 22 habitantes y una densidad poblacional de 499,66 personas por km².

## Geografía
River Forest se encuentra ubicado en las coordenadas 40°6′38″N 85°43′45″O / 40.11056, -85.72917. Según la Oficina del Censo de los Estados Unidos, River Forest tiene una superficie total de 0.04 km², de la cual 0.04 km² corresponden a tierra firme y (0%) 0 km² es agua.

## Demografía
Según el censo de 2010, había 22 personas residiendo en River Forest. La densidad de población era de 499,66 hab./km². De los 22 habitantes, River Forest estaba compuesto por el 100% blancos, el 0% eran afroamericanos, el 0% eran amerindios, el 0% eran asiáticos, el 0% eran isleños del Pacífico, el 0% eran de otras razas y el 0% pertenecían a dos o más razas. Del total de la población el 0% eran hispanos o latinos de cualquier raza.